# 理氏祕鱂
理氏祕鱂為輻鰭魚綱鯉齒目鯉齒亞目鯉齒鱂科的其中一種，被IUCN列為極危保育類動物，分布於中東的死海流域，體長可達7公分，可作為觀賞魚。

## 擴展閱讀
維基物種上的相關：理氏祕鱂